# Tiétar
Tiétar là một đô thị trong tỉnh Cáceres, Extremadura, Tây Ban Nha. Theo điều tra dân số 2013 (INE), đô thị này có dân số là 948 người.
40°01′B 5°28′T / 40,017°B 5,467°T